# Imperivm Romanvm
Imperivm Romanvm (hr. Rimsko Carstvo) je strateška računalna igra razvojnog tipa koja se razvila iz igre Glory of the Roman Empire, ali ne predstavlja njenu nadogradnju, već samostalan naslov. U usporedbi s potonjim naslovom, grafika ove igre je dosta kvalitetnija, mehanika igre je razvijenija, a dosta ju je lakše igrati. Igračima koji imaju iskustva s igrom Glory of the Roman Empire neće predstavljati problem savladati i ovaj naslov.

## Mehanika igre
Igrač dobiva ulogu guvernera rimske provincije, i ima zadatak izgraditi njezin glavni grad. Da bi u tome uspio mora osigurati:
1. kuće za nove građane,
2. radna mjesta za nove građane,
3. vodu, hranu i građevinske materijale,
4. stalan dohodak u novcu i nužnim resursima,
5. dobro stanje gradskih robova,
6. zaštitu grada od barbara,
7. religijske, kulturne i zabavne manifestacije, te
8. zadovoljiti potrebe svih staleža gradskog stanovništva.

### Osnove
Igrač na početku gradnje grada pred sobom ima samo gradski forum, nekoliko izvora, akvedukta, mostova i ispostava u blizini resursa koji su previše udaljeni od grada. Forum se može unaprijediti za osam razina. Svaka razina donosi nove građevine u sklopu foruma, te mogućnost oporezivanja postojećeg stanovništva (10% od financija svakog kućanstva). Igrač dobiva svoga savjetnika koji ga izvještava o svi događanjima u gradu. Iz Rima mu stižu naredbe kojih može izvršavati najviše 3 odjednom, a neke može i odbiti izvršiti.
Kuće gradi proizvoljno, dostupno je više oblika, u blizini foruma ili ispostave. Gradnju obavljaju gradski robovi koji žive u prostorijama igračeve (guvernerove) palače, koja je u sklopu foruma, ili u ispostavnoj glavnoj kući. U jednoj kući može živjeti najviše četveročlana obitelj: suprug, supruga, sin ili kći (rijetko oboje), te starci (djed ili baka (rijetko oboje). Kada starci umru, zamjenjuju ih suprug ili supruga, koje pak zamjenjuju sin ili kći. Kuća imaju četiri tipa: magalia, casa, domus i villa.
Magalia je najniža vrsta kuće, drvena koliba. Kada se prvi građani usele, potreban im je posao (novac), voda, hrana (meso i brašno) i građevinski materijal za održavanje kuća. Kako bi im to osigurao, igrač mora izgraditi bunare, farme za uzgoj svinja i pšenice, te kolibe za drvosječe. Tu građani zarađuju novac i zadovoljavaju svoje potrebe. Valuta su dinari (denarii), a resursi: brašno, meso i drvena građa. Kada im sve to osigura, građani počinju osjećati potrebu za religijom. Kućanstva koja su presiromašna za svoj stalež igrač može novčano pomoći, a ona koja su prebogata protjerati iz grada i zaplijeniti im imovinu. Siromašne obitelji će se odati u kriminal, a kuće iz kojih su stanovnicu protjerani ostat će prazne neko vrijeme.
Casa je nešto bolja kuća, kamena jednokatnica pokrivena crijepom. Kućanstva koja raspolažu s više od 200 dinara odmah će postati case. Ostale magalije će se u case pretvoriti pod utjecajem oltara, koje igrač može sam izgraditi, ali dobiva dva oltara nadogradnjom foruma na drugu razinu. Sada su građani višeg staleža, pa zahtijevaju bolju hranu (kruh, ribu i kobasice), tkaninu za šivanje odjeće, te kamene blokove za održavanje svojih domova. Kako bi im to osigurao, igrač mora izgraditi pekarnice, mesnice, ribarske kolibe, krojačnice, farmu lana, kamenolom i glinokop (za održavanje ostalih građevina, osim kuća). Građani postaju skloni pobunama i kriminalu, što se može spriječiti izgradnjom prefecture (policijska i vatrogasna postaja u jednom). Nedostatak hrane i vode može dovesti do pojave kuge, a kako bi se građani mogli izliječiti treba izgraditi ljekarnu. Kako bi potrebna hrana i tkanina bili što dostupniji igrač može izgraditi tržnice. Potreba za religijom kod građana jača.
Domus je još bolja kuća, dvokatnica od kamena i opeke, pokrivena crijepom. Kućanstva koja raspolažu s više od 600 dinara odmah će postati domusi. Ostale case će se u domuse pretvoriti pod utjecajem hramova, koje igrač može sam izgraditi, ali dobiva dva hrama nadogradnjom foruma na petu razinu. Građani postaju profinjeniji, pa traže vino i hramove. Potrebno je izgraditi vinograde, krčme (služe vino i hranu) te hramove. Prilikom molitve, građani ovog staleža u hramu ostavljaju žrtvene donacije u novcu. Nedostatak ljudi koji žele živjeti u gradu nadoknaditi se može izgradnjom škola i akademija, u kojima se djeca obučavaju i postaju zreli građani. Da bi koristio resurse udaljene od grada može osnivati ispostave. Ako potrebni resursi nikako nisu dostupni na području grada, može ih uvoziti putem trgovačkih domova i luka, s tim da postoji mogućnost izvoza resursa kojih ima u višku, što donosi novac. Potreba za kulturom i higijenom raste.
Villa je najbolja kuća, dvokatnica od mramora, pokrivena terakotom. Kućanstva koja raspolažu s više od 800 dinara odmah će postati ville. Ostali domusi će se u ville pretvoriti pod utjecajem kazališta i javnih kupališta, čiji se utjecaj mora presijecati, a koje igrač mora sam izgraditi, ali dobiva dva još bolja hrama i Neptunovu fontanu nadogradnjom foruma do najviše, osme razine. Građani postaju najviši stalež, pa traže teatre i javna kupališta, te mramor za održavanje svojih domova. Potrebno je izgraditi kamenolome mramora i hramove pojedinim božanstvima (Bakhu i Fortuni). Nakon molitve, gledanja predstave ili kupanja građani ovog staleža ostavljaju velike donacije u novcu. Grad se može unaprijediti i ukrasiti izgradnjom spomenika, kipova, parkova i sadnjom drveća. Sada igrač može graditi spomenike kao što su zlatni kipovi, slavoluci, veliki hramovi, filozofske akademije i sl. Ako želi zabaviti stanovništvo, tako da zaboravi na svoje potrebe može se poslužiti starom rimskom izrekom: "Kruha i igara!" Potrebno je izgraditi gladijatorsku školu, slavoluk i zlatni kip kako bi se moglo izgraditi Arenu (Colosseum) i Hipodrom (Circus Maximus). Organizacija igara ili utrka dvokolica stoji 2000 dinara.

### Popis resursa
U ovoj igri resursi su raznovrsni i mnogobrojni, a dijele se na:
- gradivne: drvo, glina, kamen i mramor
- prehrambene: meso, brašno, kobasice, kruh, riba i vino
- rude: željezo i zlato
- luksuzne: tkanina i maslinovo ulje
- vojne: drveno oružje i željezno oružje
- gradske: voda, novac, stav Rima i zadovoljstvo stanovnika.

### Popis građevina
Građevine su najvažnija komponenta igre. U izborniku "Gradi", u igri, podijeljene su na:
- osnovne: kuća, bunar, ispostava, robovsko sklonište
- infrastrukturne: prefektura, ljekarna, trgovina, trgovačka luka, put, škola za gladijatore
- prehrambene: farma svinja, farma pšenice, mesnica, pekarnica, vinograd, ribarova koliba
- vojne: vojarna, streljana, konjušnica, kameni zid, drveni zid, vrata
- industrijske: drvosječina koliba, kamenolom/rudnik, glinokop, farma lana, krojačnica, oružarnica, kovačnica.
- spomenike arhitekture: Arena (Colloseum), Zlatni kip, Slavoluk, Hram Fortuni, Hram Bakhu, Hipodrom (Circus Maximus) i Neptunova fontana
- javne: oltar, tržnica, taverna, škola, filozofska akademija, hram, kazalište i javno kupalište
- mostovi i ukrasi: mali most, veliki most, drvo, kip i park.

### Vojska
Kao i u većini drugih igara razvojnog tipa vojsci i ratovanju se ne pridaje velika pažnja. Međutim, u odnosu na Glory of the Roman Empire ova komponenta je dosta razvijenija. Može se u potpunosti upravljati kretanjem vojnih trupa, koje se dijele u tri skupine:
Hastatii - konjica,
Toxotesi - strijelci i pješaci.
Za svaki rod vojske postoji posebna zgrada u kojoj se trenira te resursi neophodni za treniranje trupa. Pješaci trebaju odjeću, novac i metalno oružje. Strijelci trebaju odjeću, novac i drveno oružje. Konjanicima trebaju odjeća, novac i obje vrste oružja.
Grad se brani svojom vojskom, ali i zidinama i vratima.